# Li Li (Tischtennisspielerin)
Li Li (* um 1947) ist eine chinesische Tischtennisspielerin. In den 1970er Jahren wurde sie Weltmeisterin im Mixed und Asienmeisterin.

## Werdegang
Li Li nahm an den Weltmeisterschaften 1965, 1971 und 1973 teil. 1965 gewann sie Bronze im Einzel und im Doppel mit Liang Li-Chen, ebenso wie 1971 im Einzel. Zudem wurde sie 1971 mit der chinesischen Damenmannschaft Zweite. 1973 wurde sie Weltmeisterin im Mixed mit Liang Geliang.
Erfolgreich war sie auch bei den Asienmeisterschaften, bei denen sie 1972 den Titel im Einzel und mit dem Team gewann und im Mixed das Halbfinale erreichte. In der ITTF-Weltrangliste belegte sie im Februar 1973 Platz drei.

## Turnierergebnisse
| Verband | Veranstaltung           | Jahr | Ort       | Land | Einzel     | Doppel     | Mixed      | Team |
| ------- | ----------------------- | ---- | --------- | ---- | ---------- | ---------- | ---------- | ---- |
| CHN     | Asienmeisterschaft ATTU | 1972 | Peking    | CHN  | Gold       |            | Halbfinale | 1    |
| CHN     | Weltmeisterschaft       | 1973 | Sarajevo  | YUG  | letzte 64  | letzte 32  | Gold       |      |
| CHN     | Weltmeisterschaft       | 1971 | Nagoya    | JPN  | Halbfinale | letzte 32  | letzte 16  | 2    |
| CHN     | Weltmeisterschaft       | 1965 | Ljubljana | YUG  | Halbfinale | Halbfinale | letzte 32  |      |